# Kellinghusenstraße

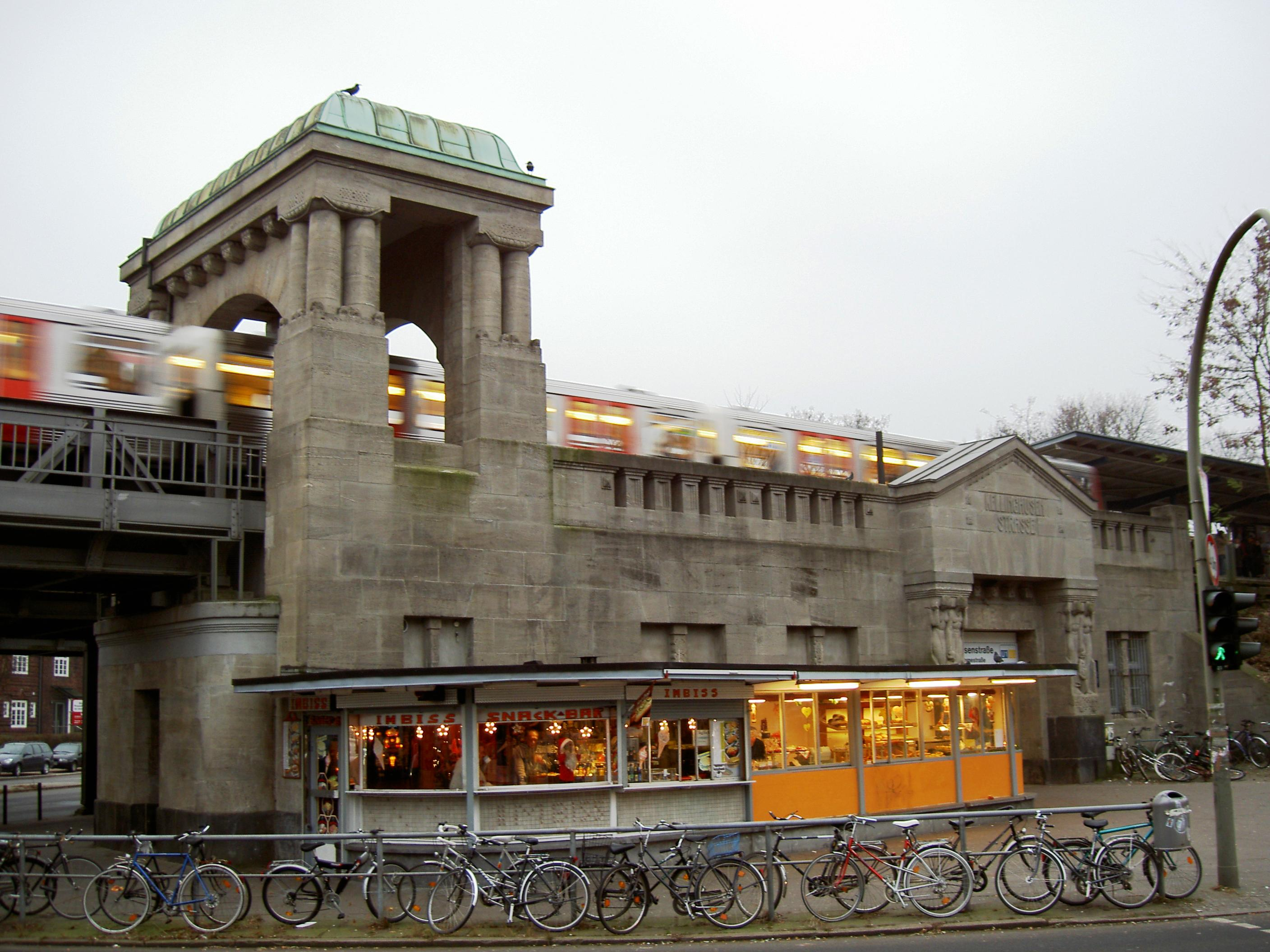
U-Bahnhof Kellinghusenstraße

Die Kellinghusenstraße ist eine Straße in Hamburg-Eppendorf.
Es ist gleichzeitig der Name des hier gelegenen U-Bahnhofs. Weitere denkmalgeschützte Bauten finden sich in unmittelbarer Nachbarschaft. Die Kellinghusenstraße ist benannt nach dem ehemaligen Hamburger Bürgermeister Heinrich Kellinghusen.

## U-Bahnhof
Die Haltestelle der 1912 eröffneten ersten Linie der Hamburger Hochbahn (Ringlinie, heute Linie U3) wurde von den Architekten Raabe & Wöhlecke entworfen. Die Verbindungsbrücke entstand nach dem Entwurf von Walter Puritz mit dem Bau der Linie zum Jungfernstieg 1926–1931. Heute halten an diesem viergleisigen Bahnhof die Züge der Linien U1 und U3. Fahrplanmäßig besteht hier ein zeitgleicher Übergang zwischen beiden Linien am selben Bahnsteig.

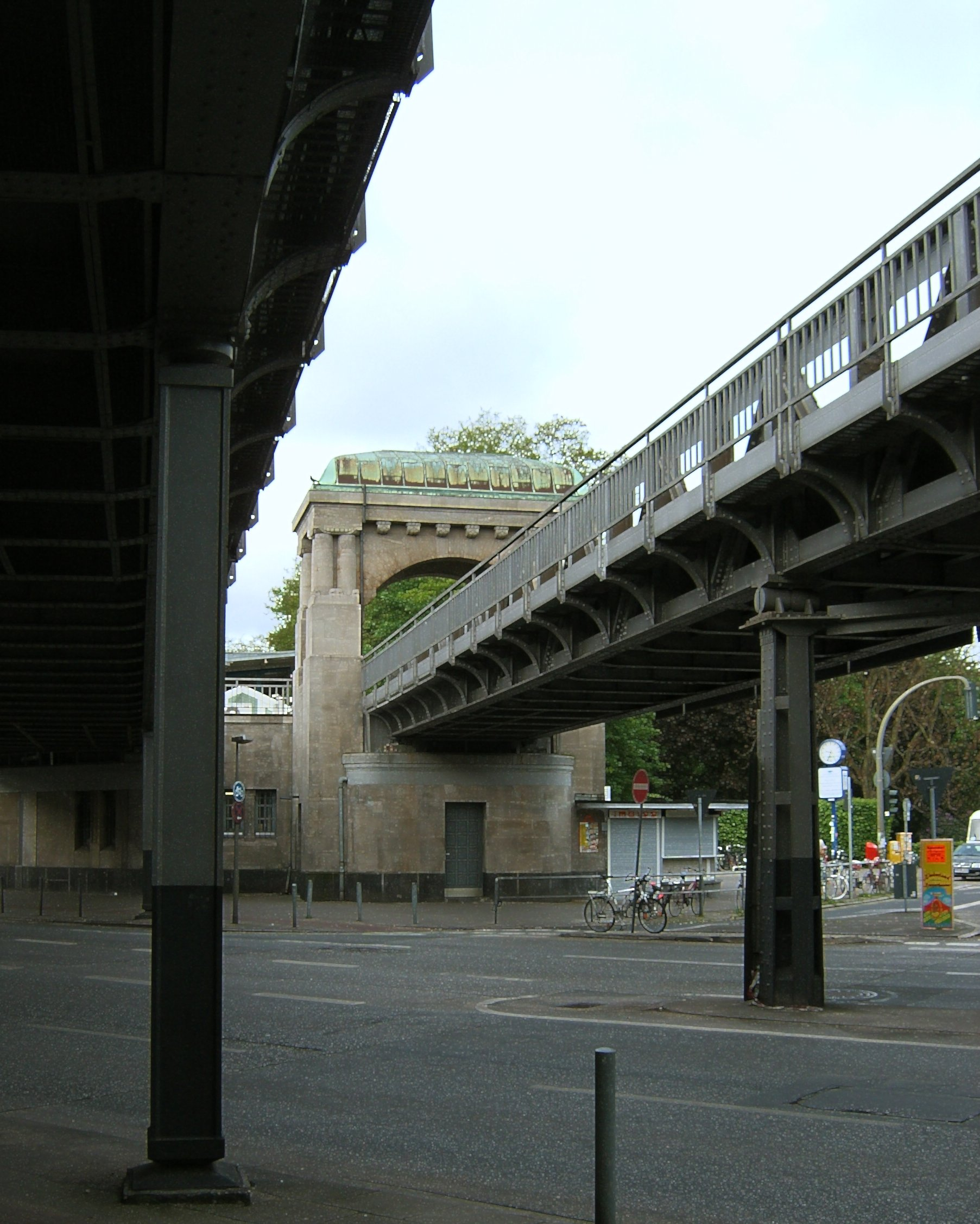
Portal über dem Gleis der Ringlinie
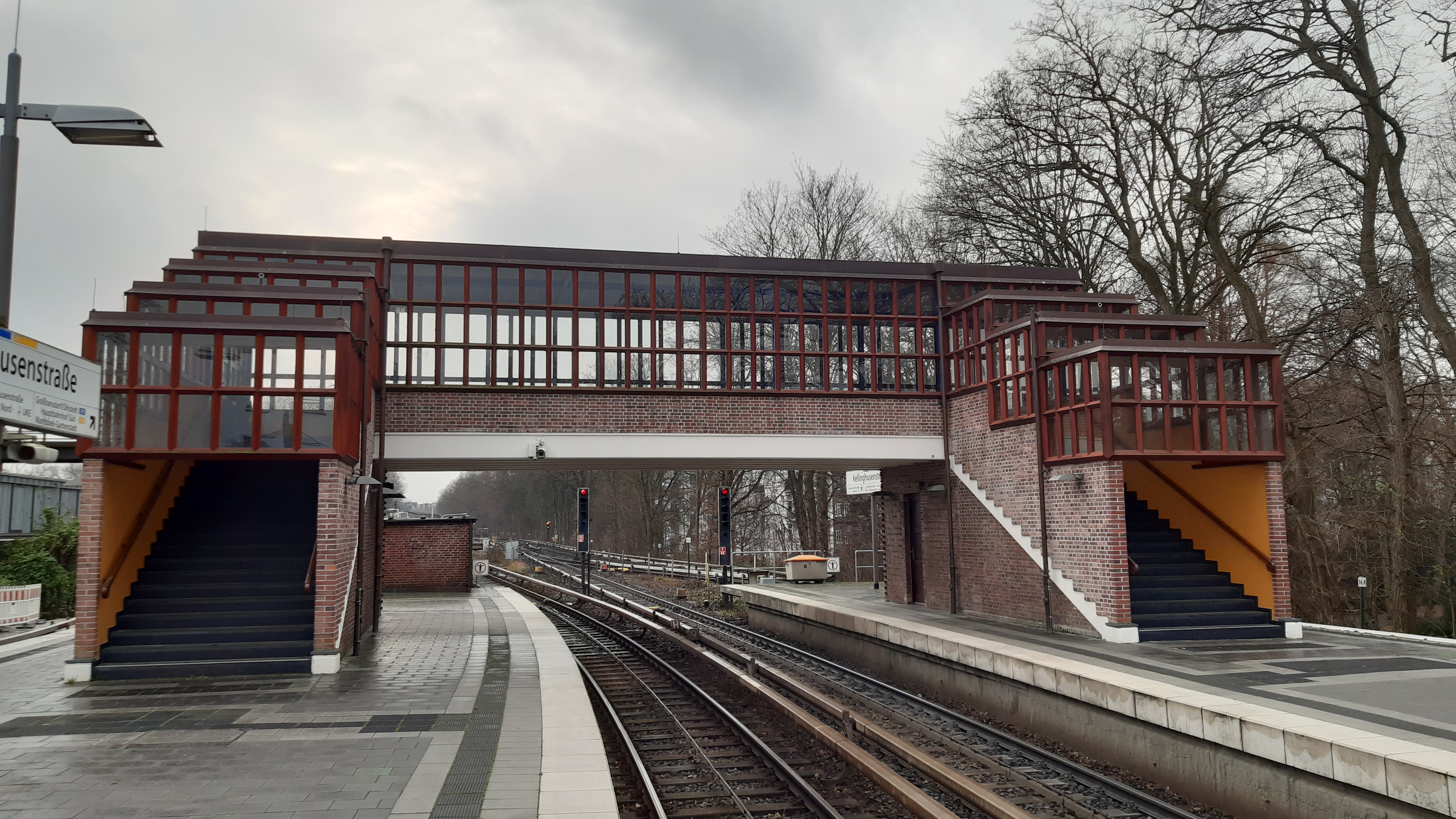
Verbindungsbrücke der Bahnsteige
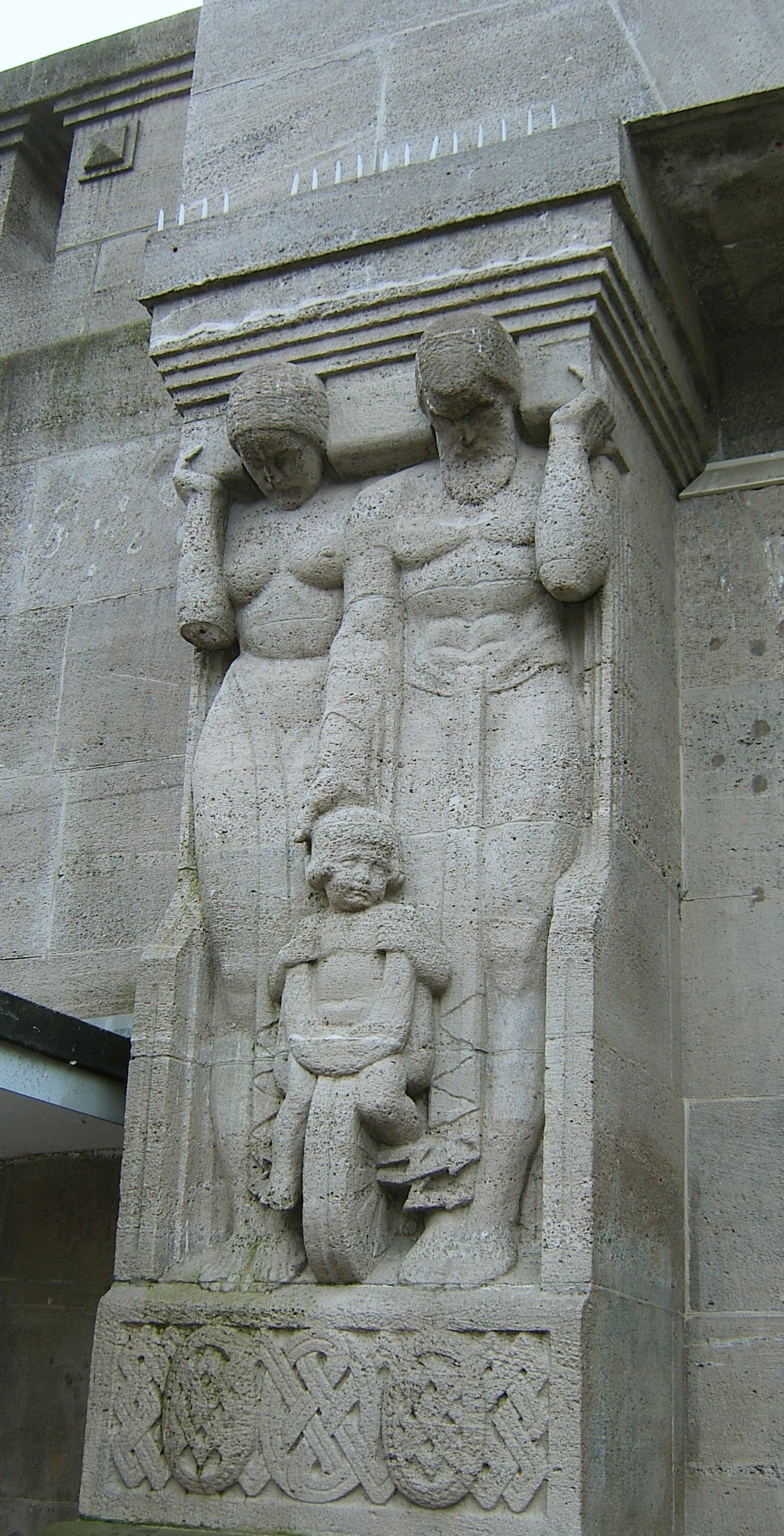
Eingang rechts, Relief von Bossard
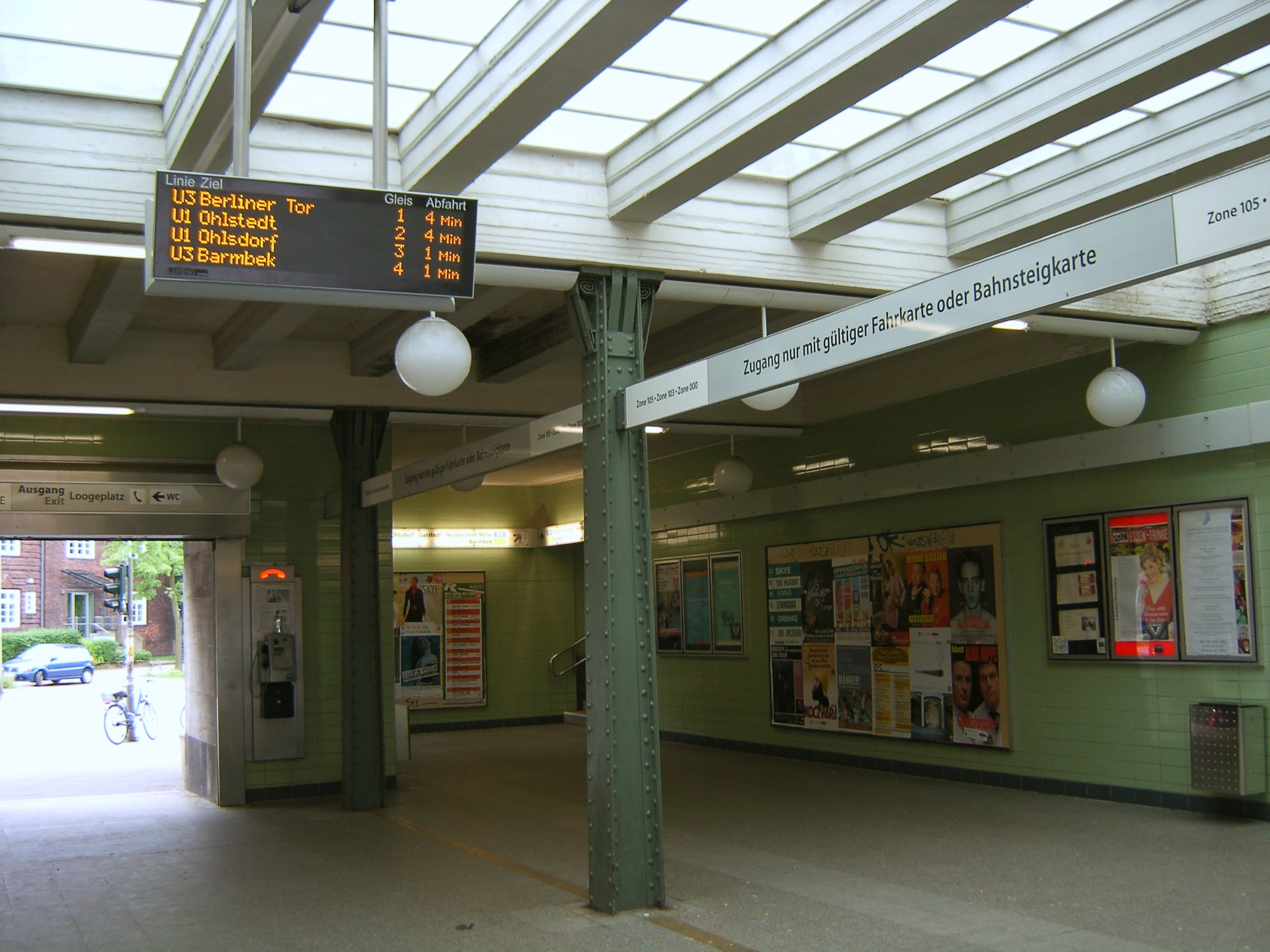
Halle
U-Bahnhof 1912

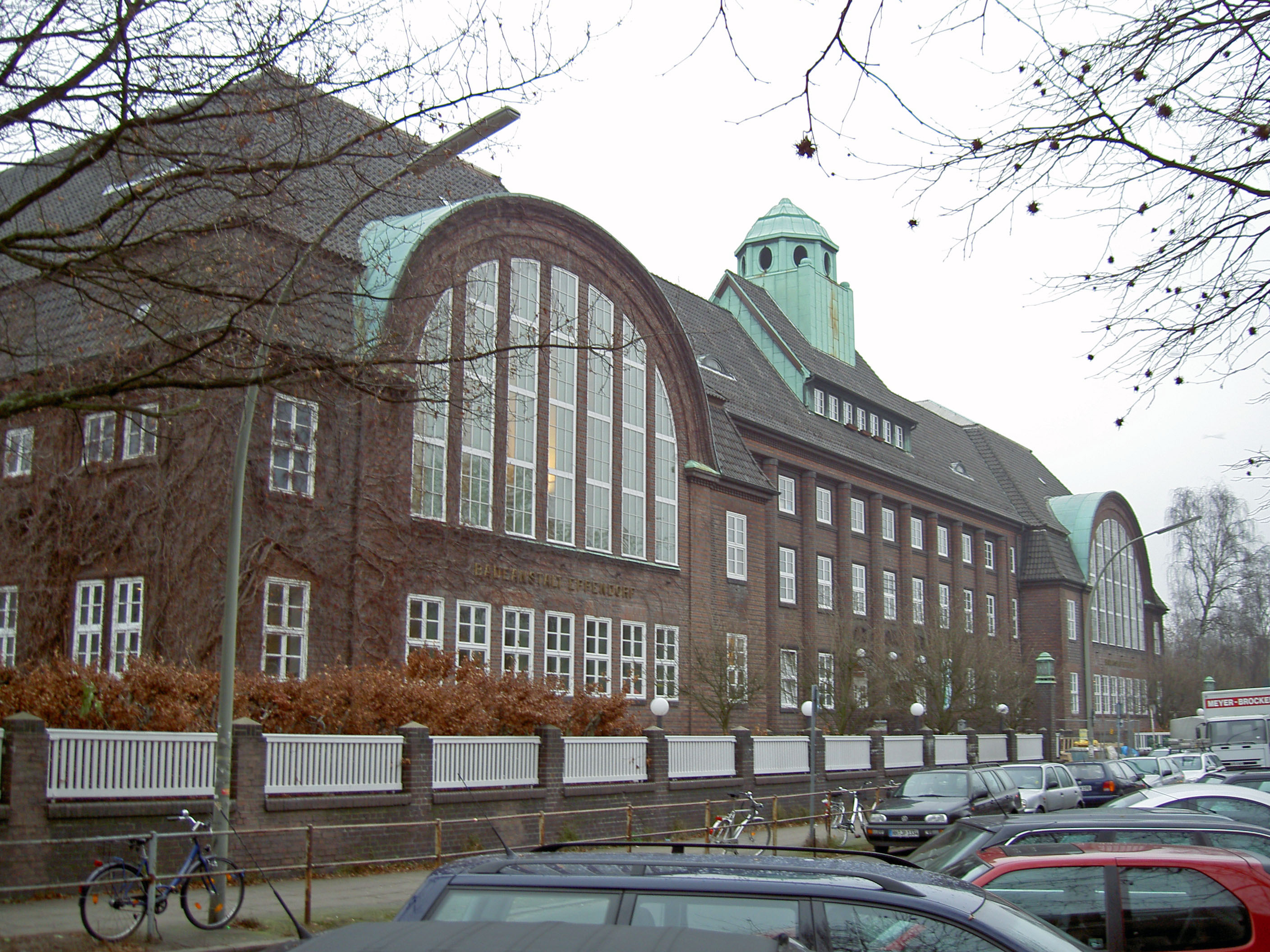
Holthusenbad

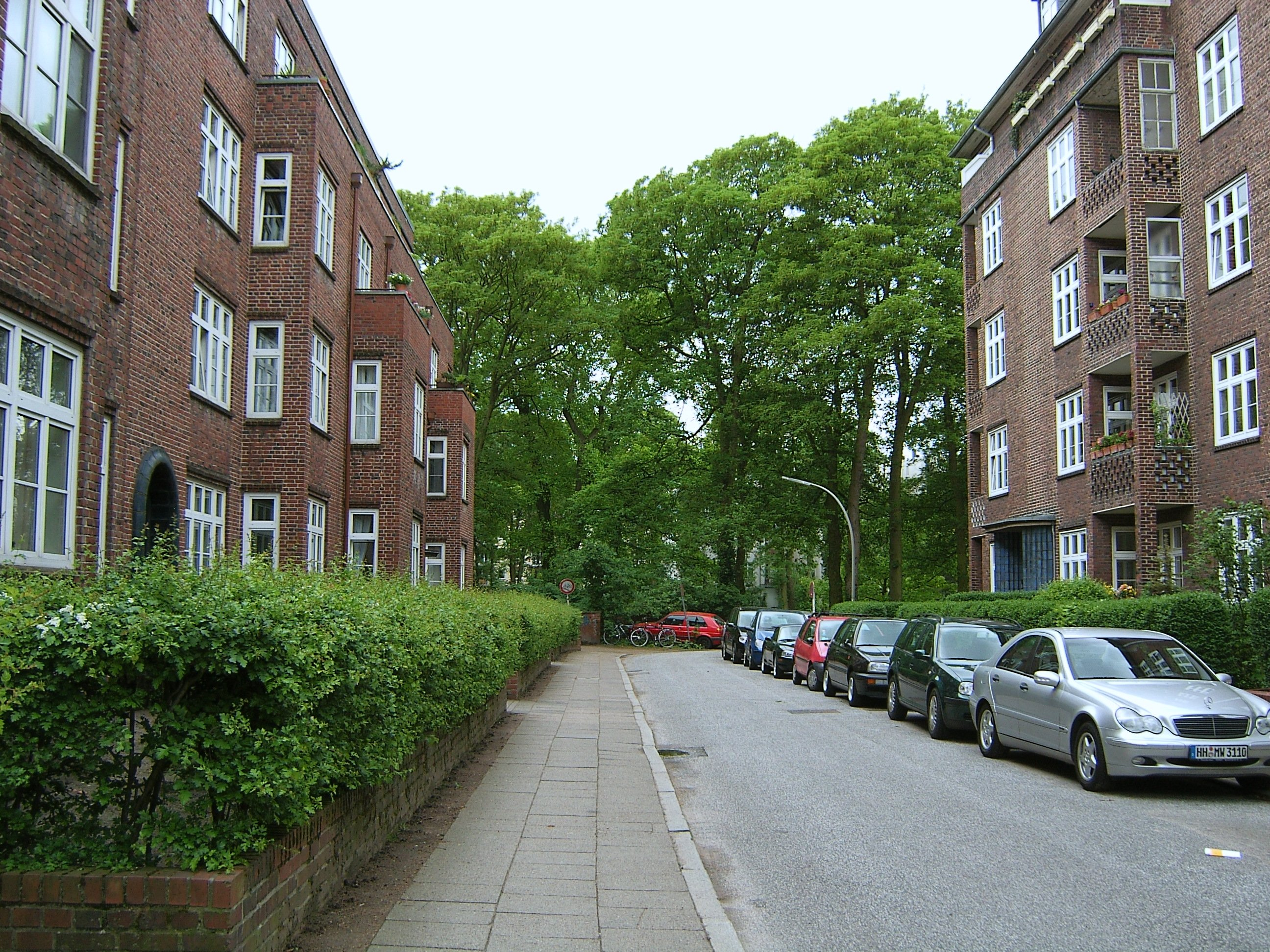
Gustav-Leo-Straße

siehe auch: U-Bahnhof Kellinghusenstraße

## Holthusenbad
Das von Fritz Schumacher entworfene Bad wurde 1914 als Badeanstalt Eppendorf eröffnet. Fritz Schumacher kombinierte die beiden Schwimmbecken und die Wannenbädern der "Badeanstalt" mit dem Standesamt und einer Bücherhalle (für deren Ersatz im Bereich der Kümmellstraße und Lenhartzstraße in den 50er Jahren Neubauten entstanden). Eine weitere Besonderheit war das im Jahr 1927 eingerichtete beheizbare Außenbecken, das zu der Zeit in Europa einmalig war. Die Badeanstalt wurde dann 1948 anlässlich des 100-jährigen Bestehens der Hamburger Wasserwerke in Holthusenbad umbenannt. Es ist nach Wilhelm Holthusen (1874–1934), dem langjährigen (1924–1933) geschäftsführenden Direktor der 1924 neugegründeten Hamburger Wasserwerke GmbH benannt. Der Badneubau ersetzte das bei der Alsterkanalisierung aufgegebene Flussbad, die Badeanstalt Eppendorf. Das zur Erbauungszeit moderne Material Beton ist mit dekorativ in Bändern angeordnetem Backstein und Klinkern verkleidet. Mansarddach und Dachreiter erinnern an barocke Vorbilder. Heute zählt das Holthusenbad zum Verbund der Bäderland Hamburg GmbH.

## Ensemble „Kellinghusens Park“

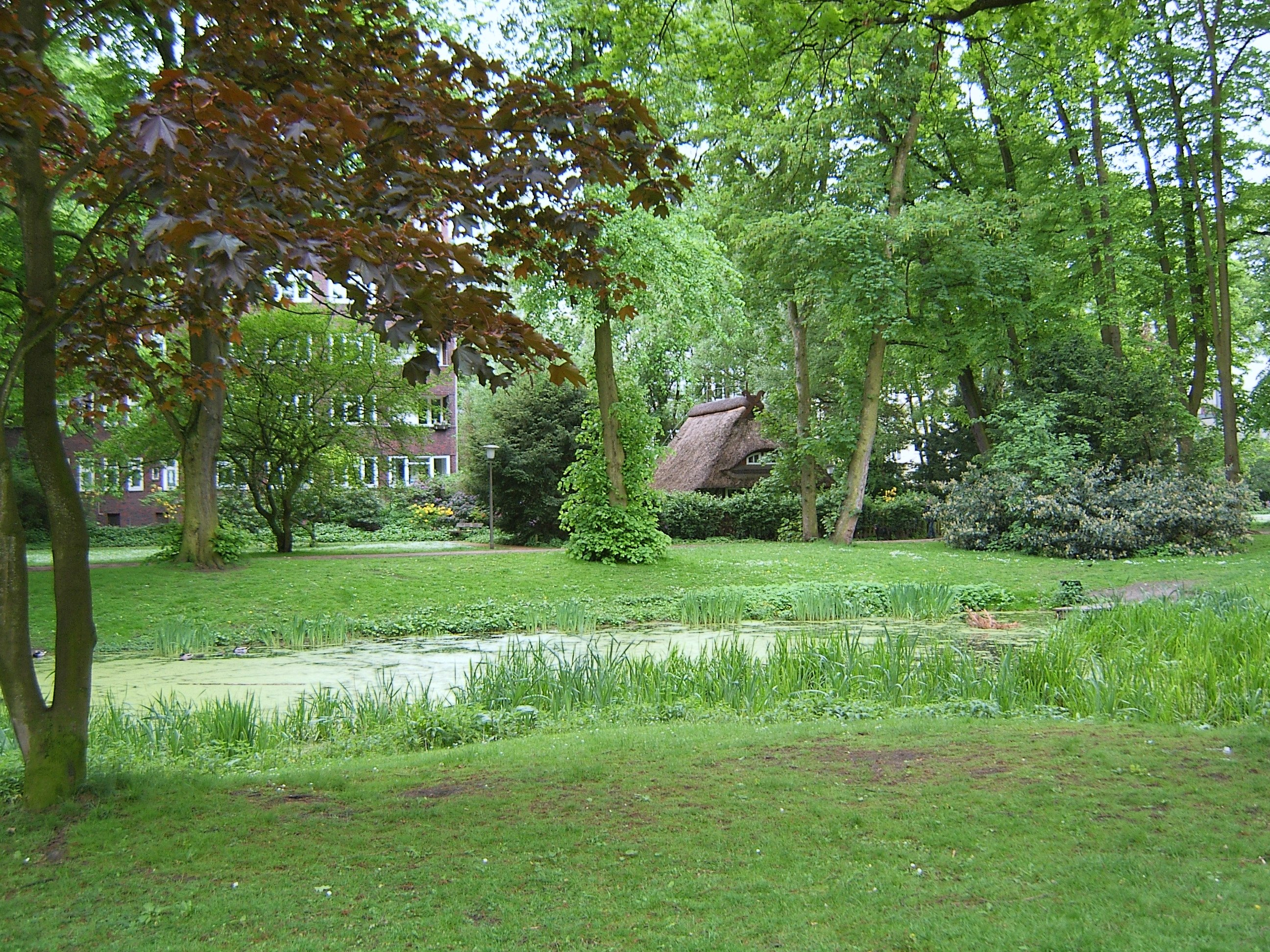
Kellinghusenpark

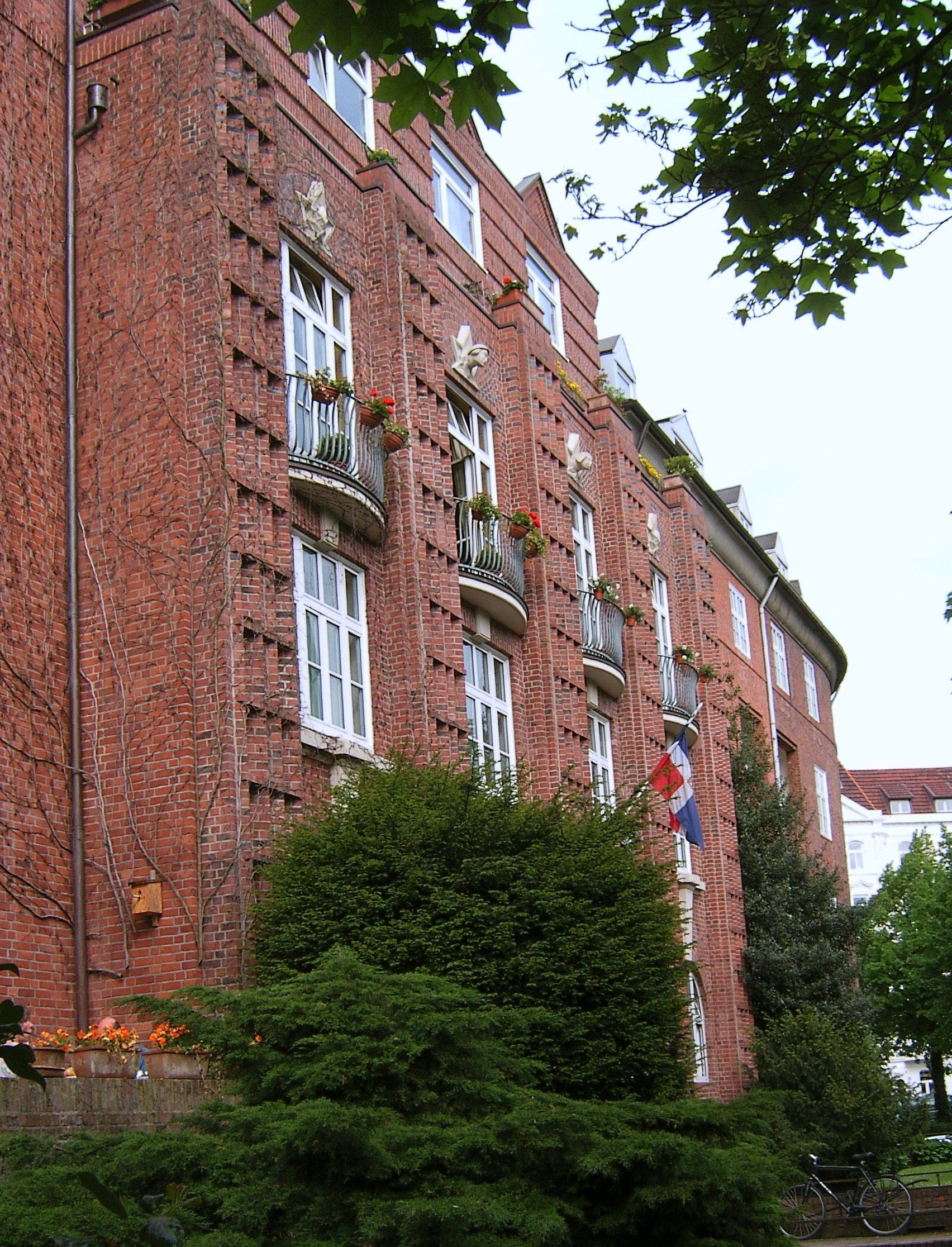
Heilwigstraße

Die Wohnbauten an der Eppendorfer Landstraße, der Gustav-Leo-Straße und der Goernestraße entstanden auf ehemaligen Parkgrundstücken. Der Rest des Kellinghusens Parks wurde für die Öffentlichkeit gerettet. Die Entwürfe stammen von den Architekten Gebrüder Gerson sowie von R. Friedmann. Die Miethäuser für bürgerliche Ansprüche sind Beispiele für den Wohnungsbau der 1920er Jahre. Das „Neue Bauen“ verbindet sich hier hamburgtypisch mit dem Material Backstein.
Hier wurde auch im Frühling 2006 das Theaterstück Esther Leben vom Thalia Treffpunkt aufgeführt.

## Ensemble Heilwigstraße
1923 wurde an der Heilwigstraße der Bau der Wohnblocks mit Großwohnungen begonnen, an der Kellinghusenstraße um 1925 mit mittleren Wohnungen weitergeführt und 1936 nach dem Konzept der 1920er Jahre mit kleineren Wohnungen am Faaßweg abgeschlossen. Die Architekten waren Zwinscher & Peters.